# Viatan
Viatan.- Slabo poznato pleme američkih Indijanaca koje je u 16 stoljeću živjelo na području današnje brazilske države Pernambuco, u susjedstvu plemena Potiguar. O jezičnom porijeklu ništa se ne zna. Godine 1568. stradavaju od gladi, a portugalski vrač António de Gouveia ('Zlatni otac') prodaje ih u roblje.
Métraux Viatane locira na područje Pernambuca kao jedno od plemena Tupinamba koje su isrijebili Potiguare i Brazilci